# Partido de General Lavalle
Partido de General Lavalle är en kommun i Argentina.   Den ligger i provinsen Buenos Aires, i den östra delen av landet, 260 km sydost om huvudstaden Buenos Aires. Antalet invånare är 3 063.
Trakten runt Partido de General Lavalle består i huvudsak av gräsmarker. Trakten runt Partido de General Lavalle är nära nog obefolkad, med mindre än två invånare per kvadratkilometer.